# Wallåkra stenkärlsfabrik

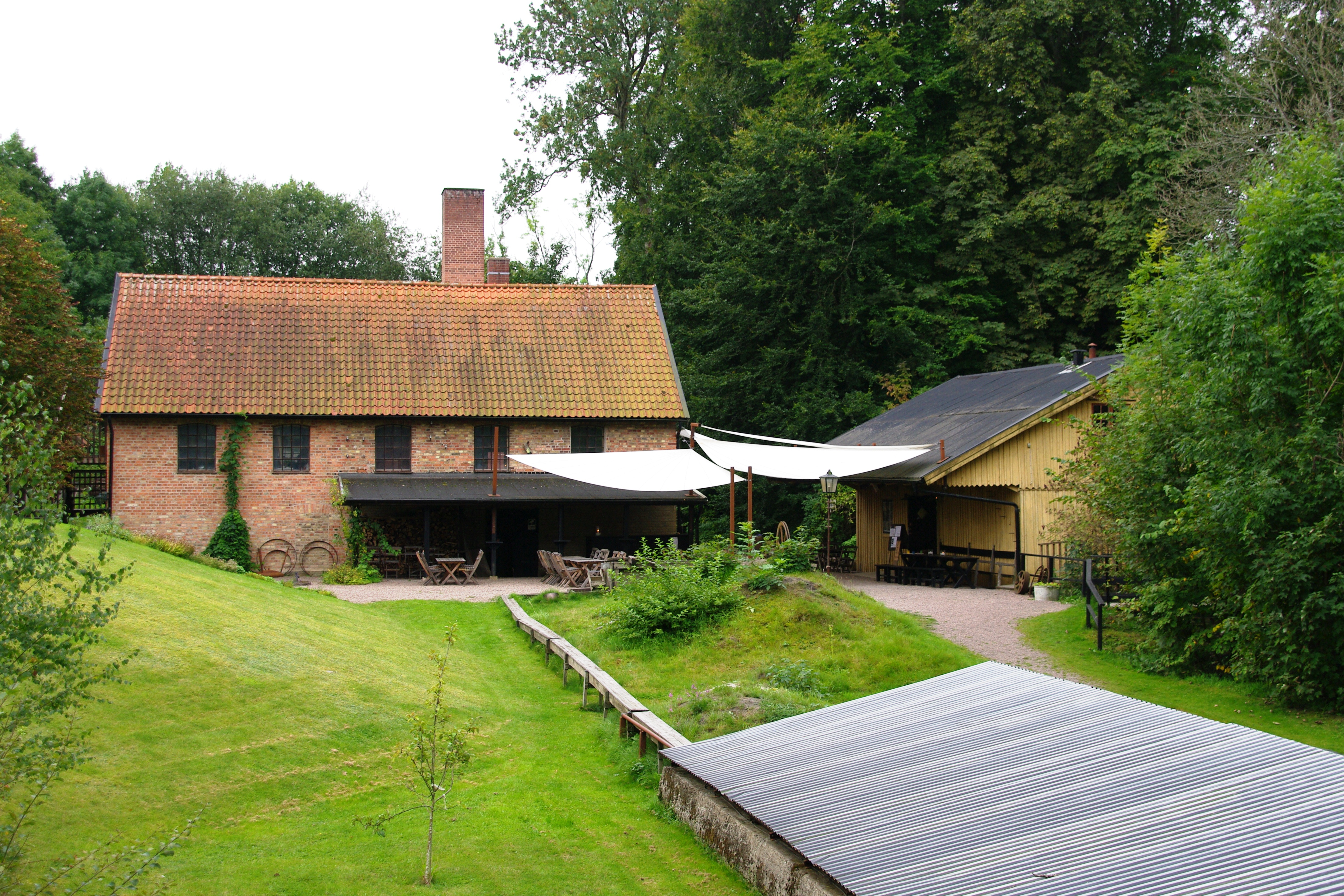
Wallåkra Stenkärlsfabrik 2014.

Wallåkra stenkärlsfabrik är en fabrik för tillverkning av traditionellt saltglaserat stengods i Vallåkra i Helsingborgs kommun.

## Historia
Fabriken grundades år 1864 av John C. Billow och Carl af Ekström som Qvistofta lerkärlsfabrik, och efter en del ägarbyten bytte den namn först till Wallåkra lerkärlsfabrik och därefter Wallåkra stenkärlsfabrik. År 1900 togs fabriken över av Axel Månsson och från 1928 drevs den av den tidigare anställde drejaren Adolf Andersson. 
Efter Anderssons död 1949 övertog sönerna Stig och Arthur driften. 1976 dog Stig Andersson och Arthur Andersson drev vidare fabriken till sin död 1978. Verksamheten låg nere ett par år. Den startades igen 1981 av Egil Solberg, som drev den till 1988 då Åsa Orrmell, Ulf Jönsson Brandt och Bente Brosbøl Hansen tog över. Sedan 2001 driver Åsa Orrmell fabriken med tillhörande krog.

## Medarbetare/ägare (i urval)
- Adolf Andersson (1928–1949)
- Arthur Andersson (1949–1978)
- Stig Andersson (1949–1976)
- Bente Brosböl Hansen (1988–1991)
- Birger Larsson (1917–1976)
- Lars-Göran Larsson (1980–1981)
- Åsa Orrmell (1988–)